# Strzelnica (strzelectwo)

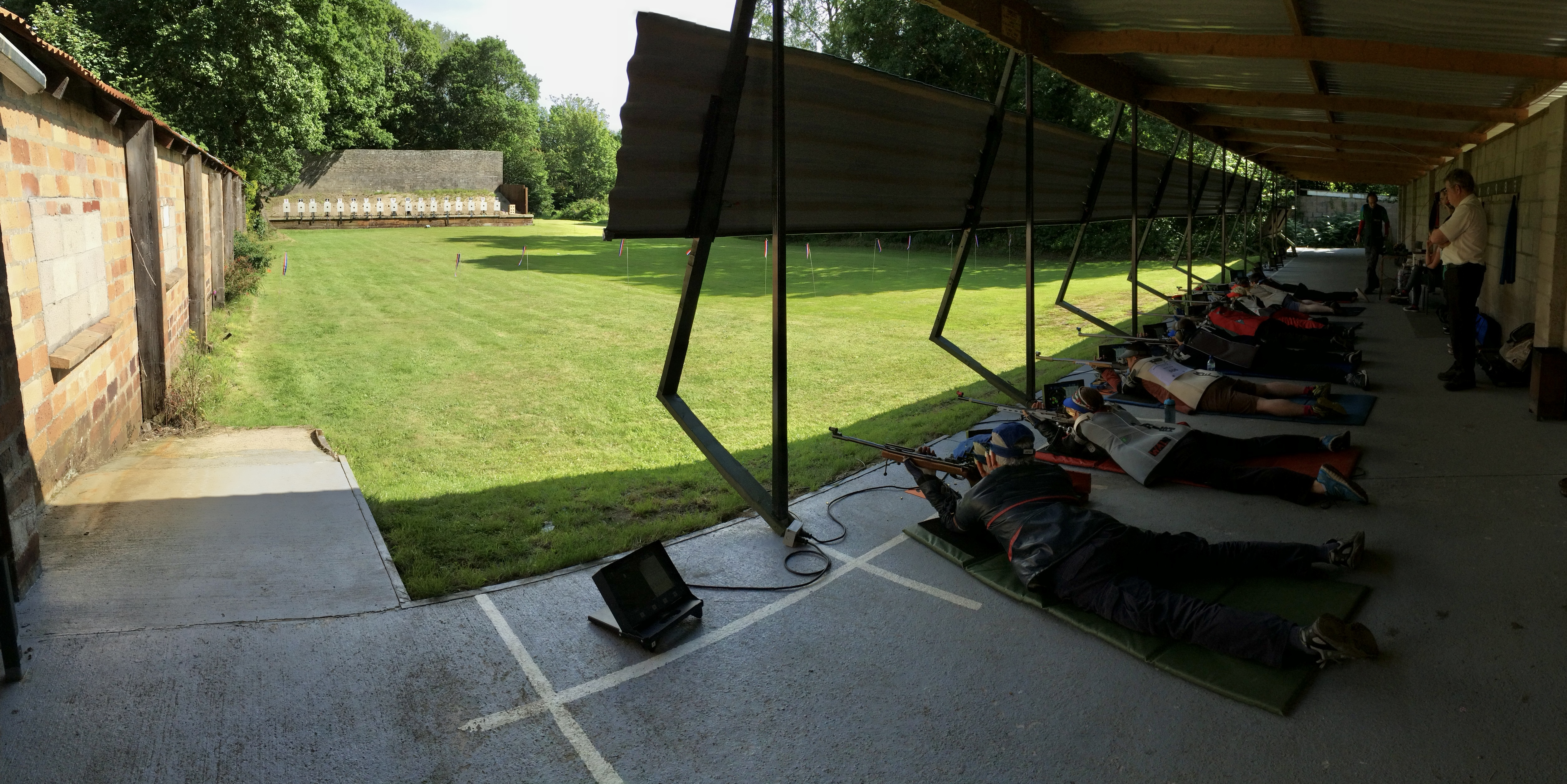
Strzelnica typu otwartego

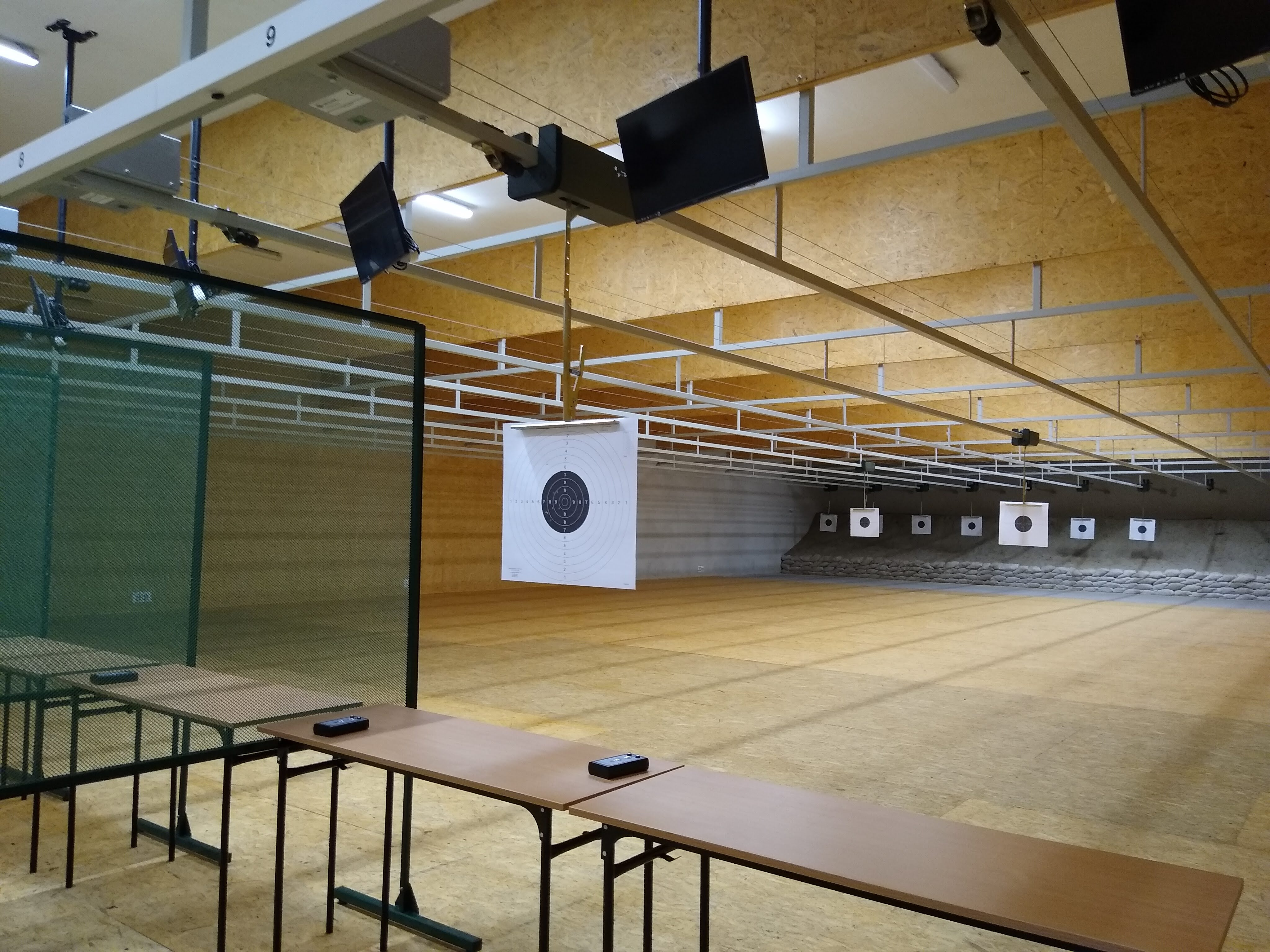
Strzelnica typu zamkniętego. Widoczne stanowiska strzeleckie i tarcze

Strzelnica – specjalnie przygotowany obszar przeznaczony do treningów strzeleckich oraz do pokrewnych aktywności (np. do rozgrywania zawodów strzeleckich). Z zasady strzelnica odgrodzona jest od przyległego terenu, oraz posiada specjalne zabezpieczenia i instalacje. Wyróżnia się strzelnice otwarte lub zamknięte.